# Jankov (district de Benešov)
Pour les articles homonymes, voir Jankov.
Jankov (en allemand : Jankau) est une commune du district de Benešov, dans la région de Bohême-Centrale, en République tchèque. Sa population s'élevait à 911 habitants en 2020.

## Géographie
Jankov se trouve à 7 km à l'est-nord-est de Votice, à 15 km au sud-sud-est de Benešov et à 52 km au sud-est de Prague.
La commune est divisée en deux sections séparées par la commune de Ratměřice. La section principale, située au nord, est limitée par Bystřice, Popovice et Postupice au nord, par Veliš à l'est, par Ratměřice et Neustupov au sud, et par Votice à l'ouest. La section sud est limitée par Ratměřice au nord, par Zvěstov à l'est, par Šebířov au sud, et par Neustupov à l'ouest.

## Histoire
La première mention écrite du village date de 1352.

## Administration
La commune se compose de sept quartiers répartis en deux sections :
Section nord
- Čestín u Jankova (comprend le hameau de Bedřichovice)
- Jankov (comprend le hameau d'Otradovice)
- Jankovská Lhota
- Pičín u Jankova

Section sud
- Čečkov
- Nosákov
- Odlochovice (comprend le hameau de Podolí)